# Christian García González
Christian García González (nascut el 4 de febrer de 1999) és un futbolista andorrà que juga com a central per la UE Santa Coloma i la selecció andorrana.

## Carrera
García va fer el seu debut internacional amb Andorra el 17 de novembre de 2020 en la Lliga de Nacions de la UEFA en partit contra Letònia, i fou expulsat amb una segona targeta groga en els moments finals del partit.